# Niphargus dimorphus
Niphargus dimorphus is een vlokreeftensoort uit de familie van de Niphargidae. De wetenschappelijke naam van de soort is voor het eerst geldig gepubliceerd in 1961 door Birstein.